# 34256 Advaitpatil
34256 Advaitpatil è un asteroide della fascia principale. Scoperto nel 2000, presenta un'orbita caratterizzata da un semiasse maggiore pari a 2,8411645 au e da un'eccentricità di 0,0393570, inclinata di 3,26165° rispetto all'eclittica.